# Willem de Klerk

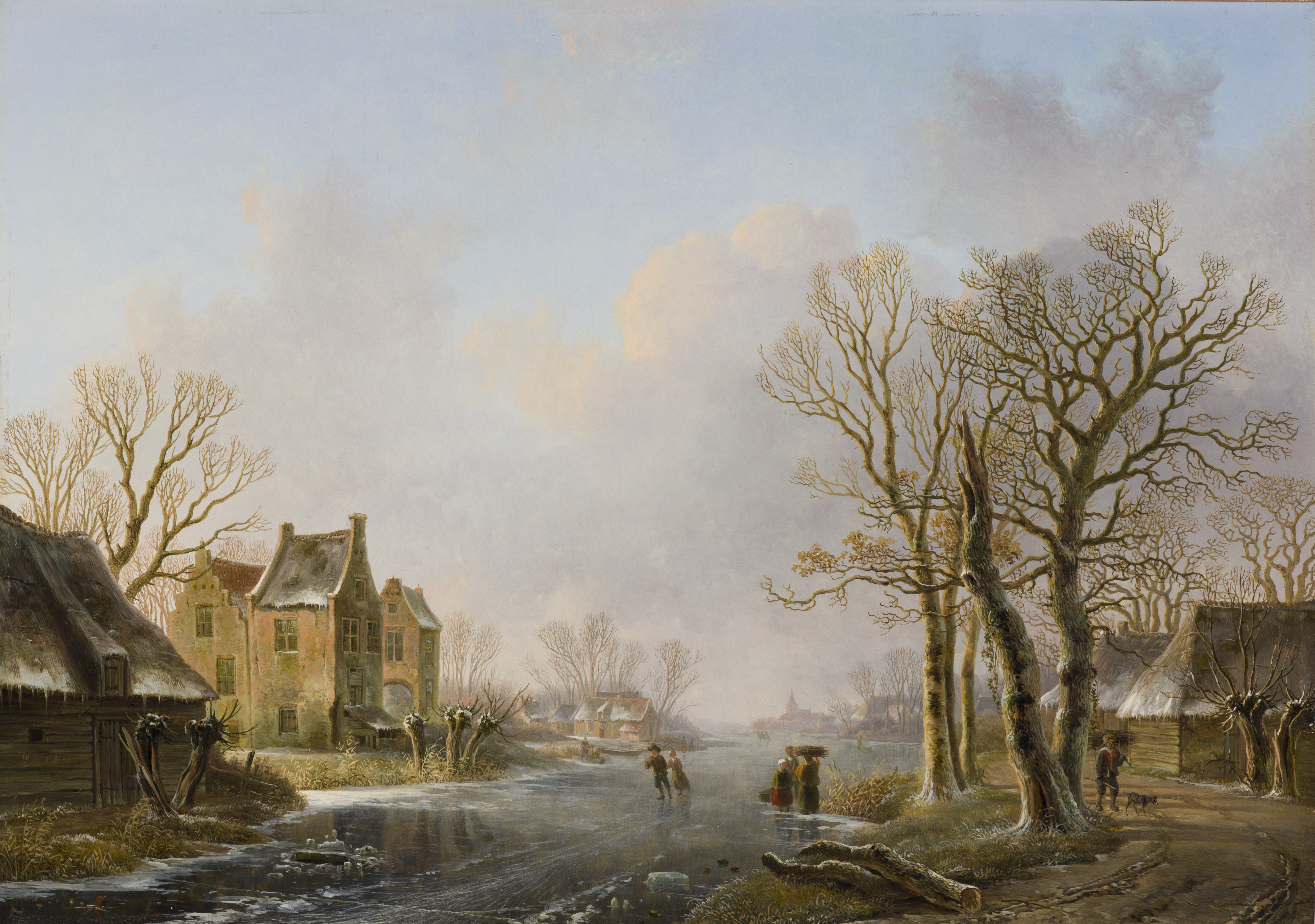
Schlittschuhläufer auf Eis

Willem de Klerk (* 28. November 1800 in Dordrecht; † 11. August 1876 ebenda) war ein niederländischer Landschaftsmaler.
Er war Schüler von Pieter Hofman (1755–1837, Zeichnung) und Adrianus van der Koogh (1796–1831, Malerei).
Er unternahm Studienreisen in die Ardennen und nach Luxemburg in den Jahren 1827–1828, 1832 nach Breda, 1835 nach Deutschland (Rhein und Roer) und 1838 nach Bayern, Böhmen und Sachsen. Seit 1817 war er Mitglied der Zeichengesellschaft „Pictura“ in Dordrecht, 1867 wurde er deren Ehrenmitglied.
De Klerk malte Wälder und Gebirgslandschaften, manchmal mit einem Wasserfall, oft mit Rindern und Figuren geschmückt. Seine Werke waren denen Barend Cornelis Koekkoeks sehr ähnlich, sodass mehrere Werke De Klerks als Gemälde B. C. Koekkoeks vermarktet wurden. 1834 malte er zusammen mit Frans Jacobus van den Blijk eine Wasserlandschaft und 1868 zusammen mit seinem Schüler Frans Lebret (1820–1909) einen Waldblick.